# Eurytoma descartesi
Eurytoma descartesi är en stekelart som beskrevs av Girault 1925. Eurytoma descartesi ingår i släktet Eurytoma och familjen kragglanssteklar. Inga underarter finns listade i Catalogue of Life.